# Polytechnický ústav vyšších věd
Polytechnický ústav vyšších věd (francouzština Institut polytechnique des sciences avancées) je univerzita se specializací na soukromé francouzské letectví. Založena byla v roce 1961.
Škola se nachází v Ivry-sur-Seine, Lyon, Marseille a Toulouse a je součástí IONIS Education Group.

## Absolventi
- Éric Boullier (1999) – ředitel McLaren[5];
- Julien Simon-Chautemps (2002) – inženýr týmu formule 1 Sauber.